# Tanshan (socken i Kina)
Tanshan (kinesiska: 坛山街道, 坛山) är en socken i Kina. Den ligger i provinsen Shandong, i den östra delen av landet, omkring 220 kilometer söder om provinshuvudstaden Jinan. Antalet invånare är 65521. Befolkningen består av 31 834 kvinnor och 33 687 män. Barn under 15 år utgör 19,0 %, vuxna 15-64 år 74 %, och äldre över 65 år 6,0 %.
Genomsnittlig årsnederbörd är 925 millimeter. Den regnigaste månaden är juli, med i genomsnitt 251 mm nederbörd, och den torraste är januari, med 9 mm nederbörd.